# Murtar
Murtar, otočić u Kvarnerskom zaljevu, u otočnoj skupini Cres-Lošinj. istočno od njega se nalazi nešto veći Koludarc, kraj otoka Lošinja. Nije naseljen.